# شادمهن
شادمهن (بالفارسية: شادمهن) هي قرية تقع في قسم قزقانتشاي الريفي في إيران. يقدر عدد سكانها بـ 189 نسمة بحسب إحصاء 2016.